# Чаюпи, Андон
Андон Чаюпи, настоящее имя Чако, позднее Зако, алб. Andon Zako (Çajupi) (27 марта 1866, Шепер, верхняя Загория, Оттоманская империя — 11 июля 1930, Гелиополь, пригород Каира, Египет) — крупный албанский поэт и драматург. Активный деятель Албанского национального движения.

## Биография
Родился в деревне Шепер в области Верхняя Загория (ныне Албания, тогда Оттоманская империя). Большинство населения деревни составляли не мусульмане, как в большей части Албании, а православные. Отец, Харито Зако, был торговцем табачными изделиями, бизнес которого простирался по всей Оттоманской империи, достигая Италии и других стран Западной Европы.
Получил начальное образование в греческой школе. В 1882 г. переехал в Александрию, где изучал французский язык в течение 5 лет в колледже Sainte Catherine des Lazaristes. Именно в это время познакомился с рядом европейских юристов, представлявших интересы своих компаний в Египте, что привело его к решению изучать право в Швейцарии. В 1887—1892 гг. учился в Женеве, где познакомился со своей будущей женой Евгенией. В браке родился сын Стефан.
Получив высшее образование, в течение 3 лет работал юристом в Женеве. В 1892 г. Евгения умерла, что стало одной из причин его возвращения в Албанию. С 1894 г. стал сотрудником представительства немецкой компании в Каире.
Работая в Египте, Андон Зако начал защищать интересы французской компании против правительства Египта и немецкой юридической компании, которая его наняла. Он не только потерял работу, но и проиграл дело, что, однако, не причинило ему серьёзных проблем ввиду богатства его семьи. Он переселился на семейную виллу в Гелиополе, пригороде Каира.
В этот период Андон Зако познакомился со множеством албанских предпринимателей и втянулся в албанское националистическое движение в Египте, в котором играл активную роль, выступая за независимость Албании от Оттоманской империи, оказывал финансовую и правовую поддержку своим соратникам. После провозглашения Албанией независимости Чаюпи основал в своём доме политическую партию.

## Литературные труды
Будучи албанским националистом, Зако-Чаюпи выражал свои идеи в поэтических и драматургических произведениях (особенно активно — между 1898 и 1912 гг.). Приобрёл широкую популярность, в националистических кругах его считали величайшим поэтом Албании после Наима Фрашери, и эту репутацию он сохраняет и поныне. Свои сочинения публиковал в литературном журнале «Albania».
В 1902 г. опубликовал в Каире антологию «Отец Томари» (названную в честь албанского мифического героя). В 1907 г. опубликовал роман «Земной герой», посвящённый Скандербегу. В 1910 г. в журнале «Молния» Яни Врухо опубликована его комедия «После смерти». Наиболее популярной является его опубликованная посмертно комедия «Четырнадцатилетний жених», в которой он критикует обычай выдавать девушек замуж против их воли по договорённости родителей.
Умер в Египте. Останки перезахоронены в Албании в 1958 году.